# بنوآ رژان
بنوآ رژان (فرانسوی: Benoît Régent‎؛ ۱۹ اوت ۱۹۵۳ – ۲۱ اکتبر ۱۹۹۴) بازیگر اهل فرانسه بود.
از فیلم‌ها یا برنامه‌های تلویزیونی که وی در آن نقش داشته‌است، می‌توان به نزدیک نیمه‌شب، حرکات خطرناک، سیاه و سفید، سه رنگ: آبی، سه رنگ: قرمز، دکتر ام و دیگر صدای گیتار را نمی‌شنوم اشاره کرد.